# Рахмангулова, Анастасия Андреевна
Анастасия Андреевна Рахмангулова (род. 30 декабря 1994, Николаев, Украина) — украинская шахматистка, мастер спорта Украины (2011), международный мастер среди женщин (2012). Бронзовый призёр Чемпионата Европы среди девушек до 18 лет (Прага, 2012). Чемпионка Украины среди женщин 2015 года.
Её рейтинг по состоянию на февраль 2016 года — 2301 (189-е место в мире, 11-е — среди шахматисток Украины).

## Достижения
- Чемпионка Украины среди девушек до 10 лет (Николаев, 2003);
- Бронзовый призёр Чемпионата Украины среди девушек до 12 лет (Чернигов, 2005);
- Чемпионка Украины среди девушек до 14 лет (Днепр, 2008);
- Чемпионка Украины среди девушек до 16 лет (Одесса, 2009);
- Вице-чемпионка Украины среди девушек до 18 лет (Киев, 2009);
- Чемпионка Украины среди девушек до 16 лет (Луганск, 2010);
- Чемпионка Украины среди девушек до 16 лет по блицу (Луганск, 2010);
- Вице-чемпионка Украины среди девушек до 18 лет (Киев, 2010);
- Бронзовый призёр Чемпионата Украины среди девушек до 18 лет по рапиду (Киев. 2010);
- Чемпионка Украины среди девушек до 20 лет по блицу (Харьков, 2010);
- Вице-чемпионка Украины среди девушек до 20 лет (Харьков, 2010);
- Бронзовый призёр Чемпионата Украины среди девушек до 20 лет по рапиду (Харьков, 2010);
- Бронзовый призёр Чемпионата Украины среди девушек до 18 лет по рапиду (Киев, 2011);
- Чемпионка Украины среди девушек до 20 лет (Луганск, 2011);
- Чемпионка Украины среди девушек до 20 лет по рапиду (Луганск, 2011);
- Чемпионка Украины среди девушек до 20 лет по блицу (Луганск, 2011);
- Бронзовый призёр Чемпионата Украины среди девушек до 18 лет (о. Хортица, 2012);
- Чемпионка Украины среди девушек до 18 лет по рапиду (о. Хортица, 2012);
- Чемпионка Украины среди девушек до 18 лет по блицу (о. Хортица, 2012);
- Бронзовый призёр Чемпионата Украины среди девушек до 20 лет (Киев, 2011);
- Чемпионка Украины среди девушек до 20 лет по рапиду (Киев, 2012);
- Чемпионка Украины среди девушек до 20 лет по блицу (Киев, 2012);
- Бронзовый призёр Чемпионата Европы среди девушек до 18 лет (Прага, 2012);
- Бронзовый призёр Чемпионата Украины среди женщин по рапиду (Алушта, 2013);
- Чемпионка Украины среди женщин по блицу (Львов, 2015)[3]
- Чемпионка Украины среди женщин[укр.] (Львов, 2015)[4]

## Результаты на Чемпионатах Украины
| Год  | Город     | Турнир                 | + | − | = | Результат | Место  |
| ---- | --------- | ---------------------- | - | - | - | --------- | ------ |
| 2009 | Евпатория | 69-й чемпионат Украины | 3 | 3 | 3 | 4½ з 9    | 26     |
| 2010 | Полтава   | 70-й чемпионат Украины | 5 | 4 | 0 | 5 з 9     | 17     |
| 2011 | Полтава   | 71-й чемпионат Украины | 3 | 1 | 5 | 5½ з 9    | 4      |
| 2012 | Харьков   | 72-й чемпионат Украины | 2 | 6 | 1 | 2½ з 9    | 9      |
| 2015 | Львов     | 75-й чемпионат Украины | 5 | 1 | 3 | 6½ з 9    | Золото |

| Графики недоступны из-за технических проблем. См. информацию на Фабрикаторе и на mediawiki.org. |